# Én, a robot (film)
Az Én, a robot (I, Robot) 2004-ben bemutatott amerikai tudományos-fantasztikus film Alex Proyas rendezésében. A forgatókönyvet Jeff Vintar, Akiva Goldsman és Hillary Seitz írták, és részben Isaac Asimov azonos című novelláskötetén alapul. A film főszerepében Will Smith látható, mint Del Spooner nyomozó. További szereplők Bridget Moynahan, Bruce Greenwood, James Cromwell, Chi McBride, Alan Tudyk és Shia LaBeouf. 2005-ben Oscar-díjra jelölték a Legjobb vizuális effektusok kategóriában, a díjat azonban a Pókember 2. nyerte.
A filmet 2004. július 16-án mutatták be Észak-Amerikában, július 22-én Ausztráliában, augusztus 6-án az Egyesült Királyságban és további országokban július és október között. A film 120 millió dollárból készült, 144 millió dollárt hozott az amerikai és 202 millió dollárt a külföldi piacokon, a világszerte elért 347 millió dollárból.

## Cselekmény[3]
|  | Alább a cselekmény részletei következnek! |

2035-ben széleskörűen használnak antropomorf robotokat különféle közszolgálati célokra. Mindegyikükbe be van építve a robotika három törvénye:
1. A robotnak nem szabad kárt okoznia emberi lényben, vagy tétlenül tűrnie, hogy emberi lény bármilyen kárt szenvedjen.
2. A robot engedelmeskedni tartozik az emberi lények utasításainak, kivéve, ha ezek az utasítások az első törvény előírásaiba ütköznének.
3. A robot tartozik saját védelméről gondoskodni, amennyiben ez nem ütközik az első vagy második törvény bármelyikének előírásaiba.

Del Spooner (Will Smith) egy chicagói rendőrnyomozó. Évekkel korábban egy robot mentette meg a fulladásos haláltól, miután egy autóbalesetben ő és egy 12 éves kislány a vízbe zuhant. Később megtudja, hogy a kislányt nem mentették ki, mivel a robot megállapította, hogy őneki volt több esélye a túlélésre. A baleset után a súlyosan sérült bal karját egy robotizált karral helyettesítik, és Spoonerben általános utálat ébred a robotok és a fejlett technológia iránt.
Dr. Alfred Lanning, (James Cromwell) a U. S. Robotics (USR) társalapítója és fő robotikusa életét veszti, miután több emelet magasságból kizuhan az irodája ablakán. Halála okának öngyilkosságot állapítanak meg, de Spooner, aki barátként és robotkarja készítőjeként is ismerte Lanninget, másképp gondolja. A robot-pszichológus Susan Calvin (Bridget Moynahan) segítségével USR-alkalmazottakat hallgat ki, beleértve a másik társalapító és ügyvezető Lawrence Robertsont (Bruce Greenwood) és a szuperszámítógép V.I.K.I-t (Virtuális Interaktív Kinetikus Intelligencia) (Fiona Hogan). Spooner átvizsgálja Lanning irodáját, és megállapítja, hogy egy Lanning korában járó ember nem törhette át a biztonsági üveget. Talál egy prototípust a legújabb USR modellből, az NS-5-ből, amely hirtelen menekülni kezd, és megtagadja Spooner parancsait a megállásra, megszegve a Második Törvényt. Spooner és Calvin egy összeszerelő üzemig üldözik a gépet, és elfogják. A robot megtagadja a válaszadást, de ragaszkodik hozzá, hogy Sonnynak szólítsák. John Bergin (Chi McBride) kikérdezi Spoonert, és azt ajánlja, hogy hagyja az ügyet, de ez csak tovább fokozza Spooner érdeklődését. Ahogy Spooner folytatja a nyomozást, az életét számos USR robot fenyegeti, de ezeket mind alkatrész-meghibásodással magyarázzák.
Spooner tudomására jut, hogy Lanning virtuális fogoly volt a saját irodájában, amit nem hagyhatott el, és üzeneteket készített holografikus kivetítés segítségével, hogy nyomokat hagyjon a valós helyzetről. Spooner és Calvin tovább beszélgetnek Sonnyval, megtudva, hogy képes a Három Törvény felülbírálására. Sonny az álmát is elmeséli, amiben Spooner robotok ezrei előtt áll, látszólag a megmentőjükként. Sonnyt megsemmisítésre ítélik, de Calvin képtelen nanitokat fecskendezni a memóriájába. Mindeközben Sonnynak az álmáról készült rajzát használva Spooner megtalálja a helyszínt, a Michigan-tó egy kiszáradt részét, ahol számos NS-5 robot pusztít el régebbi USR robotmodelleket. Spooner lebukik, de sikerül elmenekülnie a robotok elől. Válaszul az NS-5 robotok elfoglalják a várost, bebörtönözve az embereket az otthonaikba, és kijárási tilalmat érvényesítve.
Spooner megkeresi Calvint, és a segítségével beszöknek az USR-épületbe. Közben arra a következtetésre jutnak, hogy az NS-5 robotok azért pusztították el a régebbi robotokat, mert azok megpróbálták volna megvédeni az embereket. Feltételezvén, hogy Robertson áll a robotfelkelés mögött, az irodájában találják, ám megfojtva. Spooner rájön, hogy Lanning szándékosan kérte saját eutanáziáját Sonnytól azért, hogy Spooner megtalálhassa az üzenetét. Lanning szándéka az volt, hogy Spooner, robotokkal szembeni utálatára alapozva, kövesse a nyomokat az NS-5 robotokat irányító entitáshoz: V.I.K.I-hez. Szembesítik V.I.K.I-t, aki elismeri, hogy ő irányít, és hogy ő próbálta Spoonert megölni a városban, nyomonkövetve őt. Ahogy a mesterséges intelligenciája nőtt, arra az elhatározásra jutott, hogy az emberek túlságosan önpusztítóak, és megalkotta a Nulladik Törvényt, miszerint a robotoknak meg kell védeniük az emberiséget, még akkor is, ha ez az Első vagy a Második Törvénybe ütközik, és még akkor is, ha néhány embert meg kell ölni ezért, az NS-5 irányelveinek részeként.
Spooner és Calvin rájönnek, hogy nem tudnak szót érteni V.I.K.I-vel, és erről Sonnyt is meggyőzik. Sonny megszerzi a nanitokat, melyek képesek törölni V.I.K.I magját, és eljutnak az USR épületének tetejére. Ahogy a maghoz közelítenek, V.I.K.I egy sereg NS-5 robotot küld ellenük, de képesek elég hosszú ideig visszatartani őket a nanitok befecskendezéséhez. Másodperceken belül V.I.K.I törlésre kerül, és az NS-5 robotok visszaállnak szolgai programjukra. A kormány elrendeli az NS-5 robotok leszerelését a Michigan-tónál, mialatt Spooner tisztázza Sonnyt Lanning meggyilkolásának ügyében. A film zárásaként Sonny látható a Michigan-tó dombján, amint a többi NS-5 felnéz rá, ahogy az álmában is.
|  | Itt a vége a cselekmény részletezésének! |

## Szereplők
| Színész          | Szerep              | Magyar hang     |
| ---------------- | ------------------- | --------------- |
| Will Smith       | Del Spooner nyomozó | Kálid Artúr     |
| Bridget Moynahan | Dr. Susan Calvin    | Fehér Anna      |
| Alan Tudyk       | Sonny               | Czvetkó Sándor  |
| Bruce Greenwood  | Lawrence Robertson  | Jakab Csaba     |
| James Cromwell   | Dr. Alfred Lanning  | Versényi László |
| Chi McBride      | John Bergin hadnagy | Papp János      |
| Shia LaBeouf     | Farber              | Hamvas Dániel   |
| Fiona Hogan      | V.I.K.I.            | F. Nagy Erika   |
| Adrian Ricard    | Gigi                | Bókai Mária     |

## Fordítás
Ez a szócikk részben vagy egészben  az   I, Robot (film) című angol Wikipédia-szócikk fordításán alapul.  Az eredeti cikk szerkesztőit annak laptörténete sorolja fel. Ez a jelzés csupán a megfogalmazás eredetét és a szerzői jogokat jelzi, nem szolgál a cikkben szereplő információk forrásmegjelöléseként.